# Exorista niveipennis
Exorista niveipennis là một loài ruồi trong họ Tachinidae.